# Список лауреатов премии по экономике памяти Альфреда Нобеля

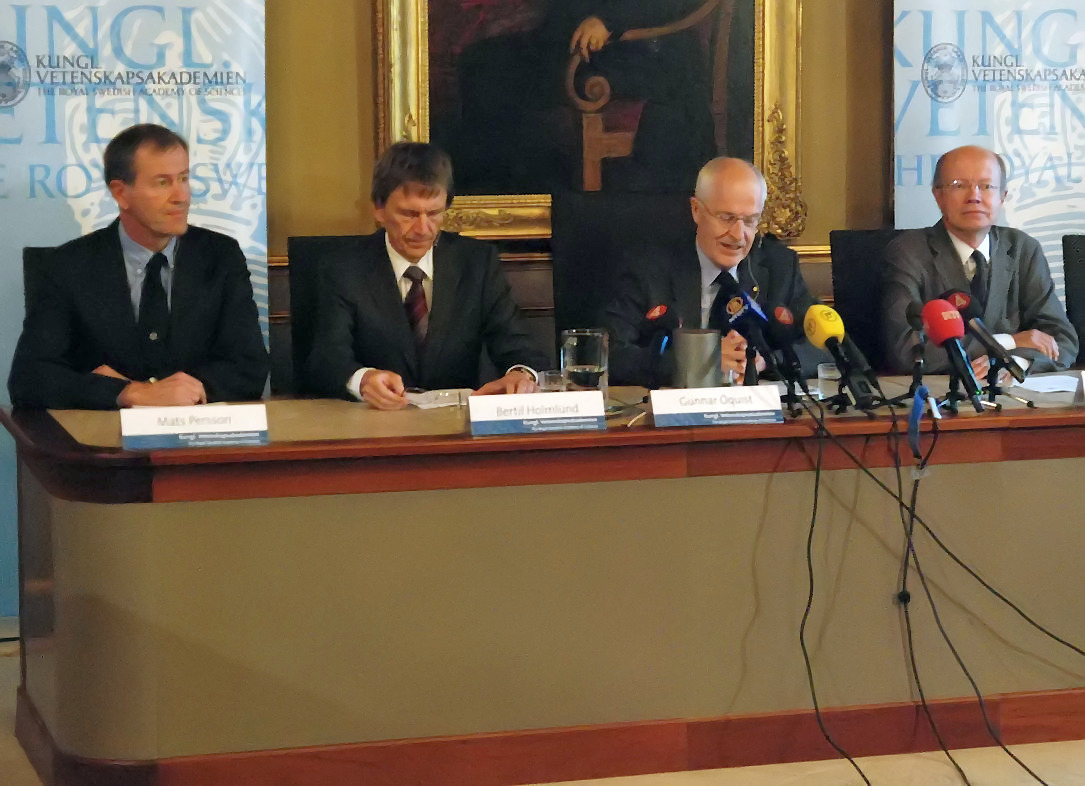
Объявление лауреата Нобелевской премии по экономике 2008 года

Премия Шведского государственного банка по экономическим наукам памяти Альфреда Нобеля (швед. Sveriges Riksbanks pris i ekonomisk vetenskap till Alfred Nobels minne), также известная как Нобелевская премия по экономике (швед. Nobelpriset i ekonomi), — самая престижная премия в области экономических наук, основанная банком Швеции в 1968 году по случаю своего 300-летия. Премия впервые была присуждена в 1969 году.
Ежегодно в октябре Шведская королевская академия наук объявляет имя лауреата премии, предварительно выбрав его из кандидатур, представленных Комитетом присуждения премии по экономике памяти Альфреда Нобеля. Награждение лауреата премии происходит вместе с лауреатами в других отраслях в годовщину смерти Альфреда Нобеля 10 декабря. Каждому лауреату вручается медаль, диплом и денежное вознаграждение.
Первыми лауреатами Нобелевской премии по экономике стали Рагнар Фриш из Норвегии и Ян Тинберген из Нидерландов.
Всего с 1969 по 2024 год премия присуждалась 56 раз, а её лауреатами становились 96 человек. Расхождение между количеством премий и её лауреатами обусловлено тем, что одна премия может присуждаться сразу нескольким лицам. Так из 56 премий 26 раз её получал один учёный, 20 раз — двое, 10 раз — сразу трое исследователей.  
Средний возраст лауреатов на момент получения премии составлял 67 лет. Самым молодым лауреатом является американский и французский экономист Эстер Дуфло, которая получила премию по экономике в 2019 году, в возрасте 46 лет; самым возрастным стал другой американец — Леонид Гурвич, который получил премию в 2007 году в возрасте 90 лет.
Тремя женщинами-лауреатами по экономике стали Элинор Остром, Эстер Дюфло и Клаудия Голдин, которые получили премию в 2009, 2019 и 2023 году соответственно.

## Отбор кандидатов
Согласно уставу Нобелевского фонда, выдвигать кандидатов могут следующие лица:
1. члены Королевской Шведской академии наук;
2. члены комитета мемориальной премии А. Нобеля в области экономики;
3. лауреаты премий памяти А. Нобеля в области экономики;
4. постоянно работающие профессора соответствующих дисциплин университетов и вузов Швеции, Дании, Финляндии, Исландии и Норвегии;
5. заведующие соответствующими кафедрами по меньшей мере шести университетов или институтов, выбранных Академией наук;
6. другие учёные, от которых Академия сочтет нужным принять предложения.

Решения в отношении выбора преподавателей и учёных, указанных в пунктах 5 и 6, должны приниматься ежегодно до конца сентября.

## 1960-е годы
| Год  | Портрет      | Страна, лауреат          | Обоснование награды                                                                | Источник информации |
| ---- | ------------ | ------------------------ | ---------------------------------------------------------------------------------- | ------------------- |
| 1969 | Рагнар Фриш  | Рагнар Фриш (1895—1973)  | «За создание и применение динамических моделей к анализу экономических процессов». | [ 5 ]               |
| 1969 | Ян Тинберген | Ян Тинберген (1903—1994) | «За создание и применение динамических моделей к анализу экономических процессов». | [ 5 ]               |

## 1970-е годы
| Год  | Портрет                      | Страна, лауреат               | Обоснование награды | Источник информации |
| ---- | ---------------------------- | ----------------------------- | --- | ------------------- |
| 1970 | Пол Энтони Самуэльсон        | Пол Самуэльсон (1915—2009)    | «За научную работу, развившую статическую и динамическую экономическую теорию». | [ 10 ]              |
| 1971 | Саймон Кузнец                | Саймон Кузнец (1901—1985)     | «За эмпирически обоснованное толкование экономического роста». | [ 11 ]              |
| 1972 | жон Ричард Хикс              | Джон Ричард Хикс (1904—1989)  | «За новаторский вклад в теорию общего экономического равновесия и теорию благосостояния».                                                                                               | [ 12 ]              |
| 1972 | Кеннет Эрроу                 | Кеннет Эрроу (1921—2017)      | «За новаторский вклад в теорию общего экономического равновесия и теорию благосостояния».                                                                                               | [ 12 ]              |
| 1973 | Василий Леонтьев             | Василий Леонтьев (1905—1999)  | «За развитие метода „затраты — выпуск“ и за его применение к важным экономическим проблемам».                                                                                           | [ 13 ]              |
| 1974 | Гуннар Мюрдаль               | Гуннар Мюрдаль (1898—1987)    | «За основополагающие работы по теории денег и экономических колебаний и глубокий анализ взаимозависимости экономических, социальных и институциональных явлений».                       | [ 14 ]              |
| 1974 | Фридрих фон Хайек            | Фридрих фон Хайек (1899—1992) | «За основополагающие работы по теории денег и экономических колебаний и глубокий анализ взаимозависимости экономических, социальных и институциональных явлений».                       | [ 14 ]              |
| 1975 | Леонид Витальевич Канторович | Леонид Канторович (1912—1986) | «За вклад в теорию оптимального распределения ресурсов». | [ 15 ]              |
| 1975 | Тьяллинг Купманс             | Тьяллинг Купманс (1910—1985)  | «За вклад в теорию оптимального распределения ресурсов». | [ 15 ]              |
| 1976 | Милтон Фридман               | Милтон Фридман (1912—2006)    | «За достижения в области анализа потребления, истории денежного обращения и разработки монетарной теории, а также за практический показ сложности политики экономической стабилизации». | [ 16 ]              |
| 1977 | Бертиль Олин                 | Бертиль Олин (1899—1979)      | «За первопроходческий вклад в теорию международной торговли и международного движения капитала».                                                                                        | [ 17 ]              |
| 1977 | Джеймс Мид                   | Джеймс Мид (1907—1995)        | «За первопроходческий вклад в теорию международной торговли и международного движения капитала».                                                                                        | [ 17 ]              |
| 1978 |                              | Герберт Саймон (1916—2001)    | «За новаторские исследования процесса принятия решений в рамках экономических организаций».                                                                                             | [ 18 ]              |
| 1979 |                              | Теодор Шульц (1902—1998)      | «За новаторские исследования экономического развития в приложении к проблемам развивающихся стран».                                                                                     | [ 19 ]              |
| 1979 |                              | Артур Льюис (1915—1991)       | «За новаторские исследования экономического развития в приложении к проблемам развивающихся стран».                                                                                     | [ 19 ]              |

## 1980-е годы
| Год  | Портрет          | Страна, лауреат              | Обоснование награды | Источник информации |
| ---- | ---------------- | ---------------------------- | --- | ------------------- |
| 1980 |                  | Лоуренс Клейн (1920—2013)    | «За создание экономических моделей и их применение к анализу колебаний экономики и экономической политики».                                                | [ 20 ]              |
| 1981 | Джеймс Тобин     | Джеймс Тобин (1918—2002)     | «За анализ состояния финансовых рынков и их влияния на политику принятия решений в области расходов, на положение с безработицей, производством и ценами». | [ 21 ]              |
| 1982 |                  | Джордж Стиглер (1911—1991)   | «За новаторские исследования промышленных структур, функционирования рынков, причин и результатов государственного регулирования».                         | [ 22 ]              |
| 1983 | Жерар Дебрё      | Жерар Дебрё (1921—2004)      | «За вклад в наше понимание теории общего равновесия и условий, при которых общее равновесие существует в некоторой абстрактной экономике».                 | [ 23 ]              |
| 1984 |                  | Ричард Стоун (1913—1991)     | «За существенный вклад в развитие экономической науки». | [ 24 ]              |
| 1985 | Франко Модильяни | Франко Модильяни (1918—2003) | «За анализ поведения людей в отношении сбережений, что имеет исключительно важное прикладное значение в создании национальных пенсионных программ».        | [ 25 ]              |
| 1986 | Джеймс Бьюкенен  | Джеймс Бьюкенен (1919—2013)  | «За исследование договорных и конституционных основ теории принятия экономических и политических решений».                                                 | [ 26 ]              |
| 1987 | Роберт Солоу     | Роберт Солоу (1924—2023)     | «За вклад в теорию экономического роста». | [ 27 ]              |
| 1988 | Морис Алле       | Морис Алле (1911—2010)       | «За его новаторский вклад в теорию рынков и эффективного использования ресурсов».                                                                          | [ 28 ]              |
| 1989 | Трюгве Ховельмо  | Трюгве Ховельмо (1911—1999)  | «За его разъяснения в основах теории вероятностей и анализ одновременных экономических структур».                                                          | [ 29 ]              |

## 1990-е годы
| Год  | Портрет          | Страна, лауреат              | Обоснование награды | Источник информации |
| ---- | ---------------- | ---------------------------- | --- | ------------------- |
| 1990 |                  | Гарри Марковиц (1927—2023)   | «За вклад в теорию формирования цены финансовых активов». | [ 30 ]              |
| 1990 |                  | Мертон Миллер (1923—2000)    | «За вклад в теорию формирования цены финансовых активов». | [ 30 ]              |
| 1990 | Уильям Шарп      | Уильям Шарп (1934)           | «За вклад в теорию формирования цены финансовых активов». | [ 30 ]              |
| 1991 |                  | Рональд Коуз (1910—2013)     | «За открытие и иллюстрацию важности трансакционных издержек и прав собственности для институциональных структур и функционирования экономики».                    | [ 31 ]              |
| 1992 | Гэри Беккер      | Гэри Беккер (1930—2014)      | «За исследования широкого круга проблем человеческого поведения и реагирования, не ограничивающегося только рыночным поведением».                                 | [ 32 ]              |
| 1993 | Роберт Фогель    | Роберт Фогель (1926—2013)    | «За новое исследование экономической истории с помощью экономической теории и количественных методов для объяснения экономических и институциональных изменений». | [ 33 ]              |
| 1993 | Дуглас Норт      | Дуглас Норт (1920—2015)      | «За новое исследование экономической истории с помощью экономической теории и количественных методов для объяснения экономических и институциональных изменений». | [ 33 ]              |
| 1994 |                  | Джон Харсаньи (1920—2000)    | «За анализ равновесия в теории некооперативных игр». | [ 34 ]              |
| 1994 | Джон Нэш         | Джон Нэш (1928—2015)         | «За анализ равновесия в теории некооперативных игр». | [ 34 ]              |
| 1994 | Райнхард Зелтен  | Райнхард Зельтен (1930—2016) | «За анализ равновесия в теории некооперативных игр». | [ 34 ]              |
| 1995 |                  | Роберт Лукас (1937—2023)     | «За развитие и применение гипотезы рациональных ожиданий, трансформацию макроэкономического анализа и углубление понимания экономической политики».               | [ 35 ]              |
| 1996 |                  | Джеймс Миррлис (1936—2018)   | «За фундаментальный вклад в экономическую теорию стимулов и асимметричной информации».                                                                            | [ 36 ]              |
| 1996 |                  | Уильям Викри (1914—1996)     | «За фундаментальный вклад в экономическую теорию стимулов и асимметричной информации».                                                                            | [ 36 ]              |
| 1997 | Роберт К. Мертон | Роберт К. Мёртон (1944)      | «За их метод оценки производных финансовых инструментов». | [ 37 ]              |
| 1997 | Майрон Шоулз     | Майрон Шоулз (1941)          | «За их метод оценки производных финансовых инструментов». | [ 37 ]              |
| 1998 | Амартия Сен      | Амартия Сен (1933)           | «За его вклад в экономику благосостояния». | [ 38 ]              |
| 1999 | Роберт Манделл   | Роберт Манделл (1932—2021)   | «За анализ монетарной и фискальной политики при различных обменных курсах и за анализ оптимальных валютных зон».                                                  | [ 39 ]              |

## 2000-е годы
| Год  | Портрет          | Страна, лауреат              | Обоснование награды | Источник информации |
| ---- | ---------------- | ---------------------------- | --- | ------------------- |
| 2000 | Джеймс Хекман    | Джеймс Хекман (1944)         | «За развитие теории и методов анализа дискретного выбора».                                                                                            | [ 40 ]              |
| 2000 | Дэниел Макфадден | Дэниел Макфадден (1937)      | «За развитие теории и методов анализа дискретного выбора».                                                                                            | [ 40 ]              |
| 2001 | Джордж Акерлоф   | Джордж Акерлоф (1940)        | «За их анализ рынков с асимметричной информацией». | [ 41 ]              |
| 2001 | Майкл Спенс      | Майкл Спенс (1943)           | «За их анализ рынков с асимметричной информацией». | [ 41 ]              |
| 2001 | Джозеф Стиглиц   | Джозеф Стиглиц (1943)        | «За их анализ рынков с асимметричной информацией». | [ 41 ]              |
| 2002 | Дэниэл Канеман   | Даниэль Канеман (1934—2024)  | «За исследования в области принятия решений и механизмов альтернативных рынков».                                                                      | [ 42 ]              |
| 2002 | Вернон Смит      | Вернон Смит (1927)           | «За исследования в области принятия решений и механизмов альтернативных рынков».                                                                      | [ 42 ]              |
| 2003 | Роберт Энгл      | Роберт Энгл (1942)           | «За разработку метода анализа временных рядов в экономике на основе математической модели с авторегрессионной условной гетероскедастичностью (ARCH)». | [ 43 ]              |
| 2003 | Клайв Грэнджер   | Клайв Грэнджер (1934—2009)   | «За разработку метода коинтеграции для анализа временных рядов в экономике».                                                                          | [ 43 ]              |
| 2004 | Финн Кидланд     | Финн Кидланд (1943)          | «За их вклад в изучение влияния фактора времени на экономическую политику и за исследования движущих сил деловых циклов».                             | [ 44 ]              |
| 2004 | Эдвард Прескотт  | Эдвард Прескотт (1940—2022)  | «За их вклад в изучение влияния фактора времени на экономическую политику и за исследования движущих сил деловых циклов».                             | [ 44 ]              |
| 2005 | Роберт Ауман     | Роберт Ауман (1930)          | «За углубление нашего понимания сути конфликта и сотрудничества путём анализа теории игр».                                                            | [ 45 ]              |
| 2005 | Томас Шеллинг    | Томас Шеллинг (1921—2016)    | «За углубление нашего понимания сути конфликта и сотрудничества путём анализа теории игр».                                                            | [ 45 ]              |
| 2006 | Эдмунд Фелпс     | Эдмунд Фелпс (1933)          | «За анализ межвременного обмена в макроэкономической политике».                                                                                       | [ 46 ]              |
| 2007 | Леонид Гурвич    | Леонид Гурвич (1917—2008)    | «За создание основ теории оптимальных механизмов». | [ 47 ]              |
| 2007 | Эрик Мэскин      | Эрик Мэскин (1950)           | «За создание основ теории оптимальных механизмов». | [ 47 ]              |
| 2007 | Роджер Майерсон  | Роджер Майерсон (1951)       | «За создание основ теории оптимальных механизмов». | [ 47 ]              |
| 2008 | Пол Кругман      | Пол Кругман (1953)           | «За анализ структуры торговли и размещения экономической активности».                                                                                 | [ 48 ]              |
| 2009 | Элинор Остром    | Элинор Остром (1933—2012)    | «За исследования в области экономической организации».                                                                                                | [ 49 ]              |
| 2009 | Оливер Уильямсон | Оливер Уильямсон (1932—2020) | «За исследования в области экономической организации».                                                                                                | [ 49 ]              |

## 2010-е годы
| Год  | Портрет              | Страна, лауреат                     | Обоснование награды                                                                | Источник информации |
| ---- | -------------------- | ----------------------------------- | ---------------------------------------------------------------------------------- | ------------------- |
| 2010 | Питер Даймонд        | Питер Даймонд (1940)                | «За исследования рынков с моделями поиска»                                         | [ 50 ]              |
| 2010 | Дэйл Мортенсен       | Дэйл Мортенсен (1939—2014)          | «За исследования рынков с моделями поиска»                                         | [ 50 ]              |
| 2010 | Кристофер Писсаридес | Кристофер Писсаридес (1948)         | «За исследования рынков с моделями поиска»                                         | [ 50 ]              |
| 2011 | Томас Саржент        | Томас Сарджент (1943)               | «За эмпирические исследования причинно-следственных связей в макроэкономике»       | [ 51 ]              |
| 2011 | Кристофер Симс       | Кристофер Симс (1942)               | «За эмпирические исследования причинно-следственных связей в макроэкономике»       | [ 51 ]              |
| 2012 | Ллойд Шепли          | Ллойд Стауэлл Шепли (1923—2016)     | «За теорию стабильного распределения и практики устройства рынков»                 | [ 52 ]              |
| 2012 | Элвин Рот            | Элвин Элиот Рот (1951)              | «За теорию стабильного распределения и практики устройства рынков»                 | [ 52 ]              |
| 2013 | Юджин Фама           | Юджин Фама (1939)                   | «За эмпирический анализ изменения цены активов»                                    | [ 53 ]              |
| 2013 | Ларс Петер Хансен    | Ларс Петер Хансен (1952)            | «За эмпирический анализ изменения цены активов»                                    | [ 53 ]              |
| 2013 | Роберт Шиллер        | Роберт Шиллер (1946)                | «За эмпирический анализ изменения цены активов»                                    | [ 53 ]              |
| 2014 | Жан Тироль           | Жан Тироль (1953)                   | «За анализ рыночной власти и её регулирования»                                     | [ 54 ]              |
| 2015 | Энгус Дитон          | Ангус Дитон (1945)                  | «За анализ проблем потребления, бедности и социального обеспечения»                | [ 55 ]              |
| 2016 | Оливер Харт          | Оливер Харт (1948)                  | «За их вклад в развитие теории контрактов»                                         | [ 56 ]              |
| 2016 | Бенгт Хольмстрём     | Бенгт Хольмстрём (1949)             | «За их вклад в развитие теории контрактов»                                         | [ 56 ]              |
| 2017 | Ричард Тейлер        | Ричард Талер (1945)                 | «За вклад в поведенческую экономику»                                               | [ 57 ]              |
| 2018 |                      | Уильям Нордхаус (1941) (1⁄2 премии) | «За интеграцию изменения климата в долгосрочный макроэкономический анализ»         | [ 58 ]              |
| 2018 |                      | Пол Ромер (1955) (1⁄2 премии)       | «За интеграцию технологических инноваций в долгосрочный макроэкономический анализ» | [ 58 ]              |
| 2019 |                      | Абхиджит Банерджи (1961)            | «За экспериментальный подход к борьбе с глобальной бедностью»                      | [ 59 ]              |
| 2019 | Эстер Дюфло (1972)   |                                     | «За экспериментальный подход к борьбе с глобальной бедностью»                      | [ 59 ]              |
| 2019 | Майкл Кремер (1964)  |                                     | «За экспериментальный подход к борьбе с глобальной бедностью»                      | [ 59 ]              |

## 2020-е годы
| Год  | Портрет               | Страна, лауреат        | Обоснование награды                                                                                      | Источник информации |
| ---- | --------------------- | ---------------------- | --- | ------------------- |
| 2020 | Пол Милгром           | Пол Милгром (1948)     | «За усовершенствование теории аукционов и изобретение их новых форматов»                                 | [ 60 ] [ 61 ]       |
| 2020 | Роберт Уилсон (1937)  |                        | «За усовершенствование теории аукционов и изобретение их новых форматов»                                 | [ 60 ] [ 61 ]       |
| 2021 | Дэвид Кард            | Дэвид Кард (1956)      | «За эмпирический вклад в экономику труда и методологический вклад в анализ причинно-следственных связей» | [ 62 ]              |
| 2021 | Джошуа Ангрист (1960) |                        | «За эмпирический вклад в экономику труда и методологический вклад в анализ причинно-следственных связей» | [ 62 ]              |
| 2021 | Гвидо Имбенс (1963)   |                        | «За эмпирический вклад в экономику труда и методологический вклад в анализ причинно-следственных связей» | [ 62 ]              |
| 2022 |                       | Бен Бернанке (1953)    | «За исследование банков и финансовых кризисов»                                                           | [ 63 ]              |
| 2022 | Дуглас Даймонд (1953) |                        | «За исследование банков и финансовых кризисов»                                                           | [ 63 ]              |
| 2022 | Филип Дибвиг (1955)   |                        | «За исследование банков и финансовых кризисов»                                                           | [ 63 ]              |
| 2023 | Клаудия Голдин        | Клаудия Голдин (1946)  | «За улучшение нашего понимания результатов женского рынка труда»                                         | [ 64 ]              |
| 2024 | Дарон Аджемоглу       | Дарон Аджемоглу (1967) | «За исследования формирования институтов и их влияния на благосостояние»                                 | [ 65 ]              |
| 2024 | Саймон Джонсон        | Саймон Джонсон         | «За исследования формирования институтов и их влияния на благосостояние»                                 | [ 65 ]              |
| 2024 | Джеймс Робинсон       | Джеймс Робинсон        | «За исследования формирования институтов и их влияния на благосостояние»                                 | [ 65 ]              |

## Статистика по странам
|                                                                 |                     |               |              |             |             |              |               |                  |              |            |            |                |             |                 |           |
| Флаг США                                                        | Флаг Великобритании | Флаг Норвегии | Флаг Франции | Флаг Канады | Флаг Швеции | Флаг Израиля | Флаг Германии | Флаг Нидерландов | Флаг Австрии | Флаг Индии | Флаг Кипра | Флаг Финляндии | Флаг Италии | Флаг Сент-Люсии | Флаг СССР |
| Лауреаты с одним гражданством                                   |                     |               |              |             |             |              |               |                  |              |            |            |                |             |                 |           |
| Лауреаты, не имеющие однозначной государственной принадлежности |                     |               |              |             |             |              |               |                  |              |            |            |                |             |                 |           |